# İnegöl (district)
İnegöl is een Turks district in de provincie Bursa en telt 208.314 inwoners (2007). Het district heeft een oppervlakte van 1031,3 km². Hoofdplaats is İnegöl.
De bevolkingsontwikkeling van het district is weergegeven in onderstaande tabel.
| 1997    | 2000    | 2007    |
| ------- | ------- | ------- |
| 160.699 | 186.558 | 208.314 |

## Plaatsen in het district
Akbaşlar • Akhisar • Akıncılar • Alibey • Aşağıballık • Babaoğlu • Bahariye • Bahçekaya • Bayramşah • Bilal • Boğazköy • Çakırçiftliği • Çavuşköy • Çaylıca • Çayyaka • Çeltikçi • Çiftlikköy • Çitli • Deydinler • Dipsizgöl • Doğanyurdu • Dömez • Edebey • Elmaçayır • Esenköy • Eskikaracakaya • Eskiköy • Eymir • Fevziye • Fındıklı • Gedikpınar • Gülbahçe • Gündüzlü • Güneykestane • Güzelyurt • Hacıkara • Halhalca • Hamamlı • Hamidiye • Hamitabat • Hamzabey • Hasanpaşa • Hayriye • Hilmiye • Hocaköy • İclaliye • İhsaniye • İnayet • İsaören • İskaniye • Karagölet • Karahasanlar • Karakadı • Karalar • Kayapınar • Kestanealan • Kınık • Kıran • Kocakonak • Konurlar • Kozluca • Kulaca • Küçükyenice • Lütfiye • Madenköy • Mesruriye • Mezit • Muratbey • Olukman • Ortaköy • Osmaniye • Özlüce • Paşaören • Rüştiye • Saadet • Sarıpınar • Soğukdere • Sulhiye • Sultaniye • Sungurpaşa • Süle • Sülüklügöl • Süpürtü • Şehitler • Şipali • Tekkeköy • Tokuş • Turgutalp • Tüfekçikonak • Yeniköy • Yeniyörük • Yiğit • Yukarıballık